# Güldenstraße
Die in Nord-Süd-Richtung verlaufende Güldenstraße in der Innenstadt Braunschweigs verbindet den südlich gelegenen Gieseler mit dem sich nördlich anschließenden Radeklint. Sie ist Teil des neuen Cityrings. Die ehemals durch Fachwerkhäuser geprägte Straße verlor durch die Zerstörungen während des Zweiten Weltkriegs und nachfolgende Umgestaltungen ihren ursprünglichen Charakter. An der Güldenstraße liegt das schmalste Haus Braunschweigs.

## Geschichte
Die im Weichbild der Altstadt verlaufende Güldenstraße wird 1297 als aurea platea, also goldene Straße, bezeichnet. Für das Jahr 1307 ist die Bezeichnung upper guldenen strate belegt. Die Herkunft des Straßennamens ist nicht bekannt. Auf den Stadtplänen ist 1606 Guldenstras und 1671 Güldenstrasse dokumentiert. Um 1720 und 1758 wurde der Name zu Gildenstrasse entstellt, nachfolgend aber wieder korrigiert. Während des Zweiten Weltkriegs wurden die meisten Fachwerkbauten der Güldenstraße zerstört. Noch am 2. Februar 1945 forderte ein Bombenangriff 14 Tote. Die Straße wurde in der Nachkriegszeit zu einer deutlich verbreiterten Verkehrsschneise im Sinne der „autogerechten Stadt“ umfunktioniert. Der Verlauf im nördlichen Bereich wurde verändert. Im Bereich der Güldenstraße wurden seit den 1980er Jahren zahlreiche archäologische Grabungen durchgeführt.

## Bebauung

### Historische Bauten

#### Haus zur Hanse
Das Haus zur Hanse in der Güldenstraße 7 wurde 1567 von dem Knochenhauer und Ratsherrn Cyriakus Haverland als Wohn- und Geschäftshaus erbaut. Aus dieser Zeit stammen die erhaltenen Bandfries-Schnitzereien an den Balken. Seit 1627 betrieb der Braunschweiger Bürgermeister Zacharias Boiling Bierbrauerei und -verkauf im Haus zur Hanse, welches damit zum Stammhaus des späteren Hofbrauhauses Wolters wurde.
Die Fassade des Baues wurde 1869 im Stil der frühen Renaissance verändert und damit als Originaldenkmal entwertet. Nach dem Umzug der Brauerei in einen Neubau an der Wolfenbütteler Straße wurde die alte Brauerei in eine Gaststätte umgewandelt. Das nach dem Zweiten Weltkrieg 1954 wieder eröffnete „Haus zur Hanse“ wechselte mehrfach, zuletzt 2010, den Besitzer. In den Jahren 1985 erfolgte eine Fassadenrenovierung und 1989/90 sowie 2010 eine Innenrenovierung.

#### St. Michaelis-Kirche
Die zwischen Güldenstraße und Echternstraße liegende St. Michaelis-Kirche ist die zweite Pfarrkirche der Altstadt. Sie wurde 1157 geweiht und Anfang des 13. Jahrhunderts durch Seitenschiffe erweitert. Der Umbau zu einer dreischiffigen gotischen Hallenkirche erfolgte zwischen dem 13. und 15. Jahrhundert. Die seit 1528 ev.-luth. Pfarrkirche wurde 1879/1881 durch Ludwig Winter und Max Osterloh umfassend restauriert. Den Zweiten Weltkrieg überstand der Bau im Gegensatz zu seiner Umgebung weitgehend unbeschadet.

#### Gasthaus Stadt Seesen
An der Güldenstraße 9 (Haus Nr. 604) befand sich bis zu seiner Zerstörung während des Zweiten Weltkriegs ein während des 15. Jahrhunderts errichtetes Fachwerkhaus, in dem sich über mehrere Jahrhunderte ein Gasthof mit Pferdeausspann befand. Für das Jahr 1406 ist das Haus als Ludeke Durekoppes vorwerk urkundlich erwähnt. Reste des späteren Gasthauses Stadt Seesen wurden in den Wohnkomplex Michaelishof integriert.

#### Weitere Bauten
In dem Haus Güldenstraße 1 kam am 19. August 1912 als Sohn eines Honigkuchenbäckers der spätere Landeskonservator Kurt Seeleke zur Welt, der während des Zweiten Weltkriegs zahlreiche unersetzliche Kunstschätze vor der Zerstörung bewahrte. In diesem Haus befand sich noch 1940 die im Jahre 1600 gegründete Honigbäckerei J. H. Wähler. Das Haus Nr. 819 befand sich seit 1386 im Besitz der Familie von Swulber und wird 1455 und 1458 als der Swulberschen schild bezeichnet. Das nördlich der Michaeliskirche liegende Haus mit der Nr. 603 wird 1392 als de Stenhof genannt.

### Heutige Bebauung

#### Studentenwohnanlage Michaelishof
An der Güldenstraße 8 und 9 liegt das in den Jahren 1978 bis 1983 errichtete Studentenwohnheim Michaelishof. Nördlich der St. Michaelis-Kirche wurde aus zwei originalen und zehn nachempfundenen Fachwerkhäusern ein 12 Häuser umfassender Wohnkomplex für 165 Studenten geschaffen. Leitende Architekten waren Justus Herrenberger und Jörn Miehe. Die Zimmerarbeiten wurden von polnischen Zimmerleuten aus Stettin durchgeführt, die die alten Handwerkstechniken beherrschten. Sie schnitzten die kunstvollen Knaggen, an denen sie launige Studententypen wie den des Trinkers, des Studiosus mit dem Brett vor dem Kopf und den Langzeitstudenten im 70. Semester schufen. Der Portalbogen trägt den geschnitzten Bundesadler, den Braunschweiger Löwen, das Niedersachsenross und den polnischen Adler.

#### Das schmalste Haus Braunschweigs
Das im Jahre 1758 urkundlich erwähnte Haus stellt mit einer Breite von nur 3,20 m das schmalste Haus Braunschweigs dar. Das sich nördlich an den Michaelishof anschließende Haus wurde im Zeitraum 1979 bis 1982 grundlegend saniert, wobei nur die Fassade erhalten blieb.

#### Sporthalle Güldenstraße
Am 10. Dezember 1993 wurde die Sporthalle Güldenstraße (Hausnr. 39) nach rund zweijähriger Bauzeit eingeweiht. Sie wird von den Gymnasien Kleine Burg und Martino-Katharineum für den Schulsport und von verschiedenen Sportvereinen genutzt. Im Jahre 1997 wurde von der Sektion Braunschweig des Deutschen Alpenvereins eine Kletterwand eingerichtet.

#### Rekonstruierter mittelalterlicher Brunnen

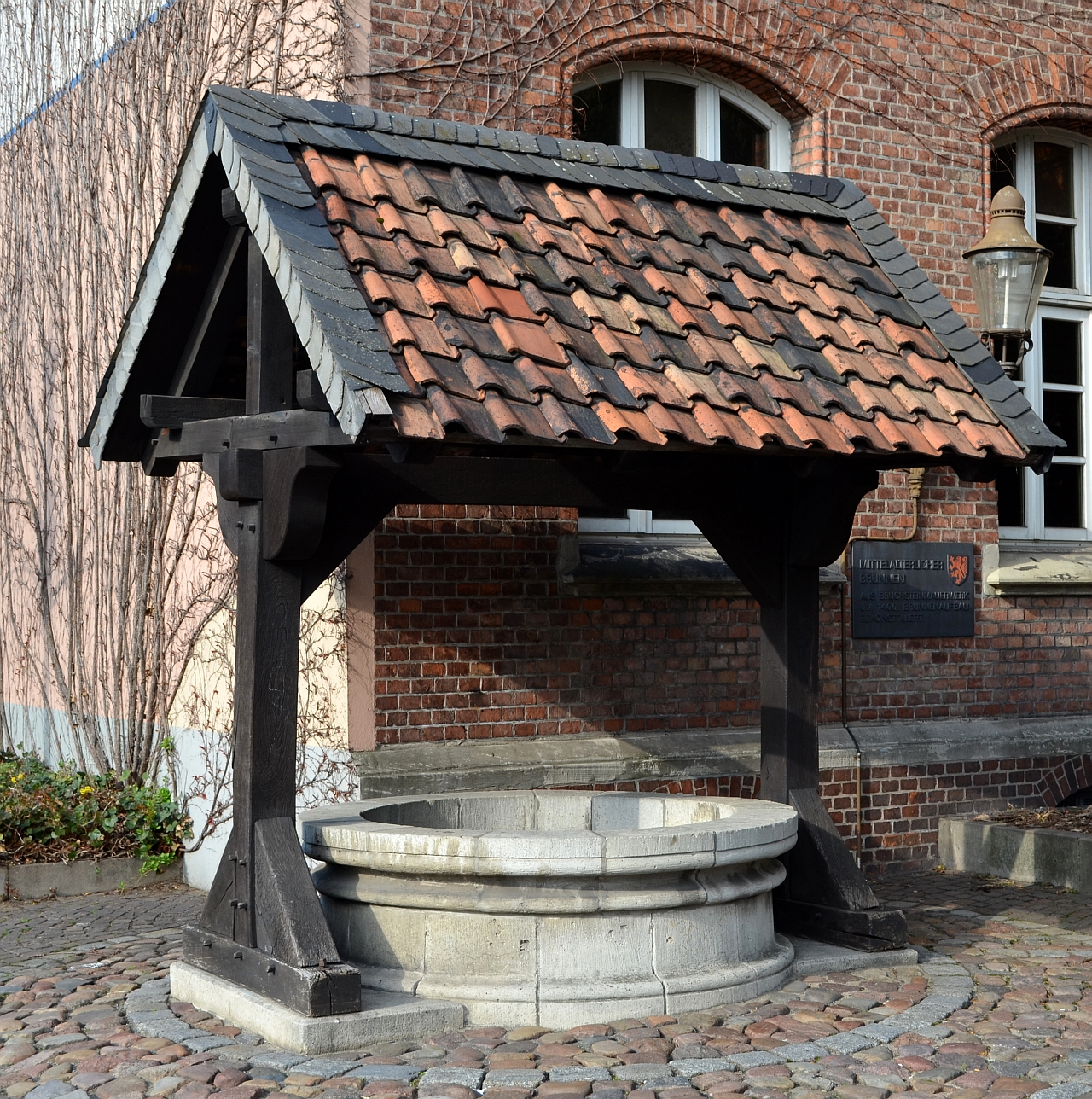
Rekonstruktion eines mittelalterlichen Brunnens.

An der Ecke zur Heydenstraße wurde 1870 ein mittelalterlicher Brunnen entdeckt und wieder zugedeckt. In den Jahren 1974/75 legte man den aus Bruchsteinen gemauerten, neun Meter tiefen Brunnen frei und baute ihn in Originalform wieder auf. Der Brunnenhals wurde etwa einen Meter hoch gemauert und durch ein von zwei Eichenpfählen getragenes Dach ergänzt.

## Impressionen
Anordnung der Fotos von Norden nach Süden.

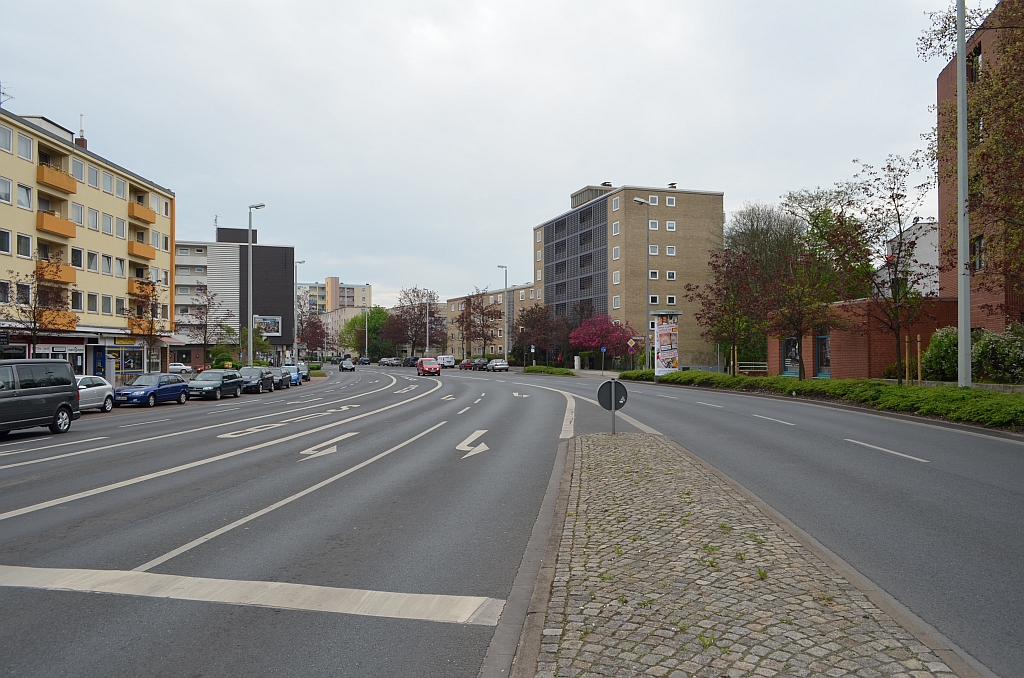
Blick aus Richtung Radeklint in die Güldenstraße. Dort, wo sich im Zentrum des Fotos das rote Fahrzeug befindet, befand sich vor 1945 der Südklint.
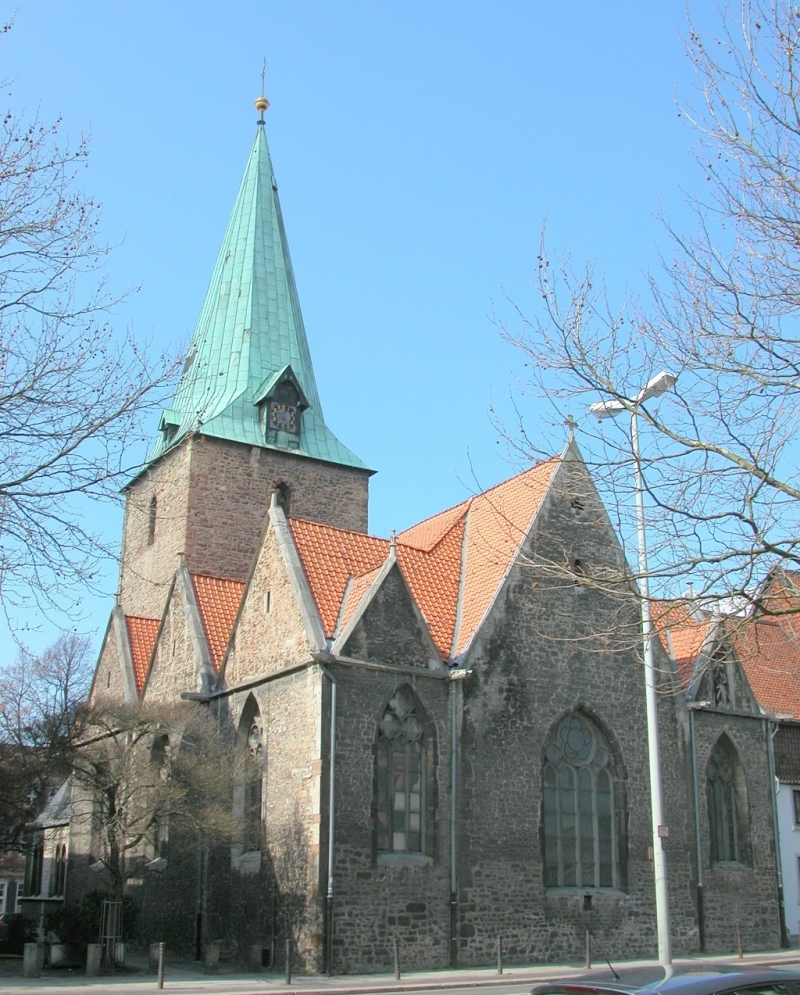
Michaeliskirche von Südosten
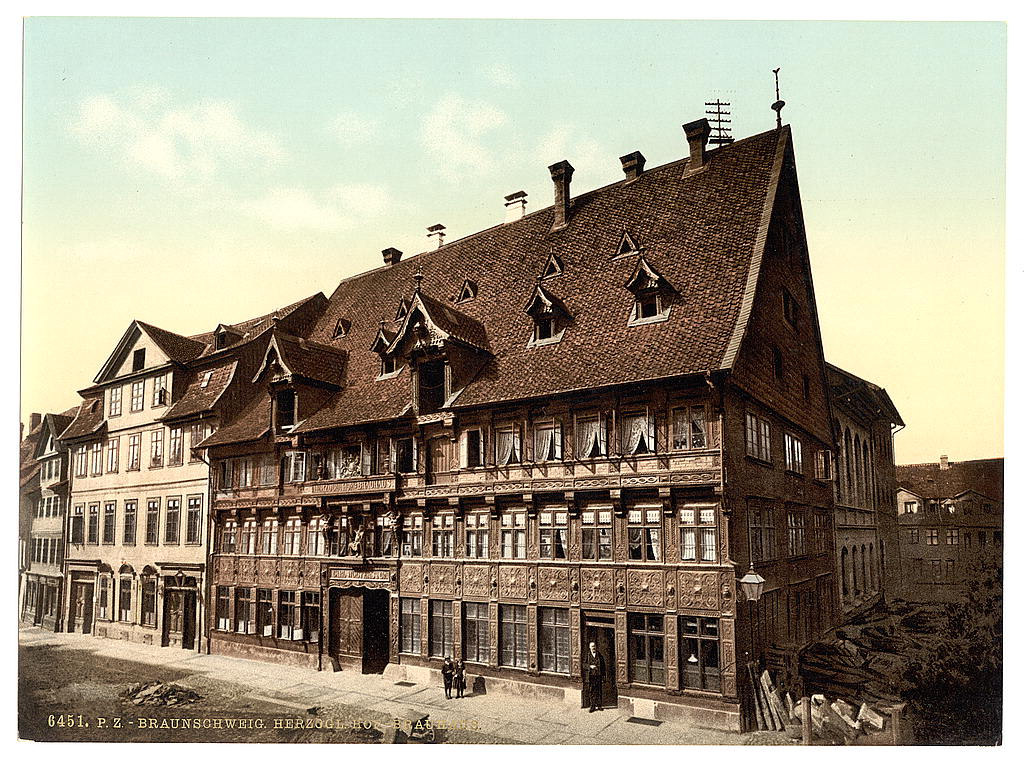
Haus zur Hanse (Foto aus der Zeit um 1900)
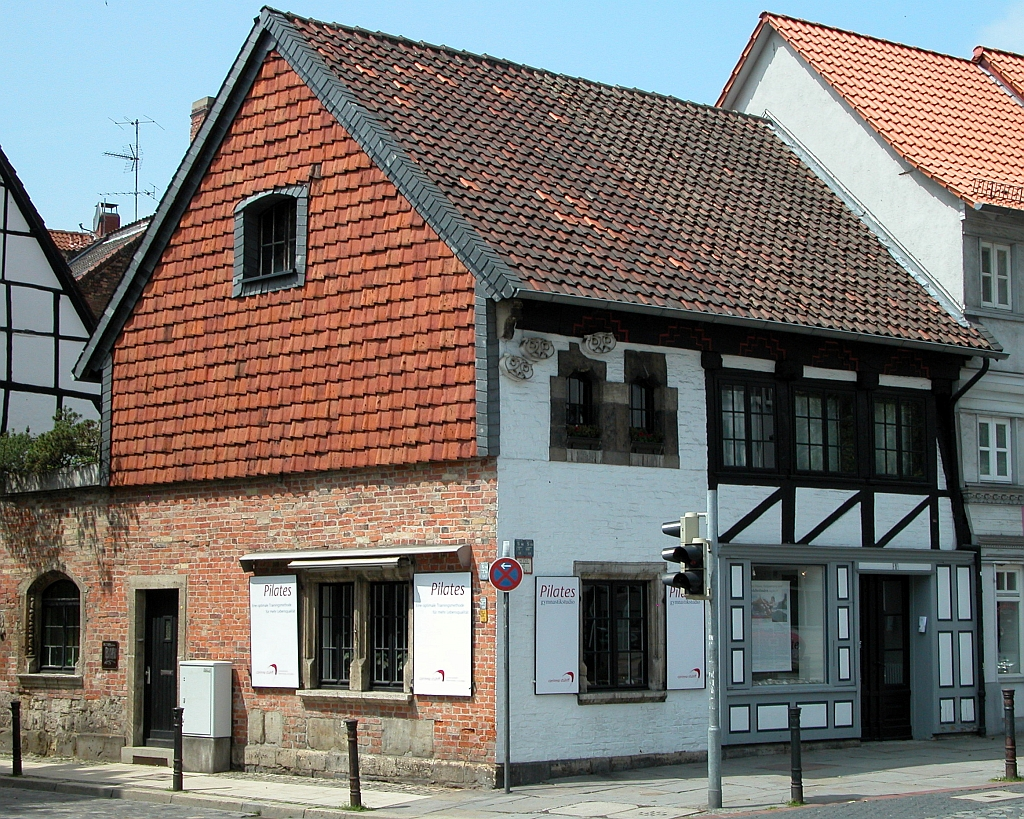
Kurt Seelekes Geburts- und Sterbehaus, Prinzenweg, Ecke Güldenstraße